# سیارک ۴۲۱۴
سیارک ۴۲۱۴ (به انگلیسی: 4214 Veralynn، نامگذاری:1987UX4) چهار هزار و دویست و چهاردهمین سیارک کشف شده‌است که در ۲۲ اکتبر ۱۹۸۷ کشف شد.
قدر مطلق سیارک برابر ۱۲٫۸۰ است.